# Chlorochaeta swanni
Chlorochaeta swanni är en fjärilsart som beskrevs av Louis Beethoven Prout 1926. Chlorochaeta swanni ingår i släktet Chlorochaeta och familjen mätare. Inga underarter finns listade i Catalogue of Life.